# Mary Green Glacier
Der Mary Green Glacier ist ein Gletscher im Wenatchee National Forest im US-Bundesstaat Washington. Er liegt an den Osthängen des Bonanza Peak, des höchsten nicht-vulkanischen Gipfels in der Kaskadenkette. Der Mary Green Glacier fließt von 8.500 ft (2.591 m) bis auf 7.200 ft (2.195 m) herab. Der Mary Green Glacier wurde nach der Frau eines Prospektors benannt und liegt an der beliebtesten Route zum Aufstieg auf den Bonanza Peak.